# バルケンクロイツ

バルケンクロイツ

バルケンクロイツ（ドイツ語: Balkenkreuz、棒十字）は、十字の文様の一種である。黒十字の一種だが、棒（ドイツ語: Balken、バルケン）が直線のみで構成される。1916-1918年頃に登場して後にドイツ国防軍の標章に採用され、第二次世界大戦終結まで陸海空軍で使用された。

## 歴史
1918年4月中旬、ドイツ帝国空軍はバルケンクロイツを始めて公式採用し、第一次世界大戦終結の1918年11月まで使用した。1918年3月20日のIdFliegの製造者への指示には「我々の航空機の識別向上のため以下発注をする。これは1918年4月15日までに実行される必要がある」と書かれた。
1935年3月、ナチス・ドイツによる再軍備で創設されたドイツ国防軍の一部であるドイツ空軍でバルケンクロイツは再使用された。1939年9月のポーランド侵攻から1940年のヴェーザー演習作戦より前の期間には装甲戦闘車両で白いバルケンクロイツが使用されたが、その後は1945年の第二次世界大戦終結まで、空軍で使用された白線で縁取られた黒いバルケンクロイツがドイツ軍の装甲戦闘車両の基本的な国籍識別標章となった。
なお現在のドイツ連邦軍の標章（国籍マーク）は、ナチス時代に旧国防軍が採用していたバルケンクロイツではなく、ドイツ帝国で使用されたクロスパティーを継承した黒十字の先端が末広がりのドイツの伝統的なタッツェンクロイツを採用した。

## 使用例

第二次世界大戦で使用されたバルケンクロイツの種類。公式版はドイツ空軍 (国防軍)を参照。